# NGC 461
NGC 461 ist eine Balken-Spiralgalaxie vom Hubble-Typ SBc im Sternbild Bildhauer am Südsternhimmel. Sie ist schätzungsweise 252 Millionen Lichtjahre von der Milchstraße entfernt und hat einen Durchmesser von etwa 90.000 Lichtjahren.
Das Objekt wurde am 25. September 1834 von dem britischen Astronomen John Herschel entdeckt.